# سیگتبچه
سیگتبچه (به مجاری:  Szigetbecse) یک شهرداری در مجارستان است که در ناحیه راتس‌کوه واقع شده‌است. سیگتبچه ۱۷٫۱۲ کیلومتر مربع مساحت و ۱٬۳۴۳ نفر جمعیت دارد.